# فهرست قنات‌های شهرستان جیرفت
جدول زیر بر اساس آمار وزارت جهاد کشاورزی تهیه شده‌است. فهرست زیر قنات‌های شهرستان جیرفت در استان کرمان را نشان می‌دهد.
| نام قنات                  | موقعیت                     | نزدیک‌ترین روستا      | طول قنات (متر) | تعداد میله چاه | عمق مادر چاه | دبی (لیتر بر ثانیه) | سطح زیر کشت (هکتار) |
| ------------------------- | -------------------------- | -------------------- | -------------- | -------------- | ------------ | ------------------- | ------------------- |
| آبدنبال                   | بخش جبالبارز شهرستان جیرفت | سکون                 | ۶۵             | ۵              | ۱۵           | ۶                   | ۲۵                  |
| آذراب                     | بخش ساردوئیه شهرستان جیرفت | آذراب                | ۴۰             | ۳              | ۳            | ۳                   | ۲۹                  |
| ابراهیم‌آباد               | بخش مرکزی شهرستان جیرفت    | ابراهیم‌آباد          | ۴۰۰۰           | ۸۵             | ۱۱           | ۰                   | ۴۸                  |
| ابگرم                     | بخش مرکزی شهرستان جیرفت    | ابگرم                | ۶۰۰۰           | ۱۲۰            | ۱۱           | ۴                   | ۲۰۰                 |
| ابی (شهیدسعیدی)           | بخش جبالبارز شهرستان جیرفت | اسبی محمدآباد        | ۴۰۰            | ۵              | ۱۸           | ۱۰                  | ۱۰۰                 |
| احمدآباد                  | بخش مرکزی شهرستان جیرفت    | حسین‌آباد             | ۳۰۰۰           | ۱۷۰            | ۳۰           | ۱۰                  | ۱۰                  |
| احمدآباد                  | بخش ساردوئیه شهرستان جیرفت | هنته                 | ۲۵۰            | ۲۳             | ۱۷           | ۱۵                  | ۴۵                  |
| ارگین                     | بخش جبالبارز شهرستان جیرفت | رضوان                | ۲۵۰۰           | ۵۰             | ۳۰           | ۱                   | ۳۵                  |
| اسب‌آباد                   | بخش جبالبارز شهرستان جیرفت | سکون                 | ۱۲۰            | ۸              | ۱۸           | ۴                   | ۱۲                  |
| استخرششت                  | بخش جبالبارز شهرستان جیرفت | گراغان               | ۱۱۰            | ۵              | ۱۵           | ۴                   | ۱۲                  |
| اسقدوئیه                  | بخش جبالبارز شهرستان جیرفت | سقدر                 | ۵۰             | ۳              | ۱۰           | ۳                   | ۴                   |
| اسلام‌آباد                 | بخش ساردوئیه شهرستان جیرفت | اسلام‌آباد            | ۱۲۰            | ۸              | ۸            | ۶٫۵                 | ۴۵                  |
| اسمعیلی علیا              | بخش مرکزی شهرستان جیرفت    | اسمعیلی علیا         | ۲۰۰۰           | ۸۵             | ۲۰           | ۳۰                  | ۲۵                  |
| اسیاق                     | بخش جبالبارز شهرستان جیرفت | گراغان               | ۱۰۰            | ۶              | ۲۰           | ۳                   | ۱۰                  |
| افراز                     | بخش جبالبارز شهرستان جیرفت | سکون                 | ۱۴۰            | ۷              | ۱۵           | ۸                   | ۵۰                  |
| افشین‌آباد                 | بخش ساردوئیه شهرستان جیرفت | سرگهرار              | ۱۶۰            | ۱۲             | ۱۰           | ۴                   | ۳۸                  |
| امیرآباد نیسان            | بخش جبالبارز شهرستان جیرفت | سقدر                 | ۸۰۰            | ۱۵             | ۲۵           | ۱۰                  | ۵۰                  |
| انارسرخ پوست              | بخش جبالبارز شهرستان جیرفت | گراغان               | ۸۵             | ۷              | ۱۲           | ۵                   | ۱۴                  |
| انارشیرین سکون            | بخش جبالبارز شهرستان جیرفت | سکون                 | ۷۰             | ۶              | ۱۵           | ۸                   | ۴۰                  |
| انجیرمهوک                 | بخش جبالبارز شهرستان جیرفت | سقدر                 | ۱۰۰            | ۸              | ۱۸           | ۸                   | ۲۵                  |
| اکبرآباد                  | بخش مرکزی شهرستان جیرفت    | اکبرآباد             | ۵۰۰۰           | ۱۳۰            | ۱۱           | ۰                   | ۱۶۰                 |
| اکبرآباد وزیری            | بخش مرکزی شهرستان جیرفت    | اکبرآباد وزیری       | ۱۰۰۰           | ۳۷             | ۲۷           | ۲۵                  | ۳۰                  |
| باب بیدان                 | بخش ساردوئیه شهرستان جیرفت | سربیژن               | ۱۳۰            | ۱۱             | ۶            | ۵                   | ۳۵                  |
| باب تهران ۲ رشته          | بخش ساردوئیه شهرستان جیرفت | سربیژن               | ۲۵۰            | ۱۴             | ۵            | ۸                   | ۴۵                  |
| باب حمزه                  | بخش جبالبارز شهرستان جیرفت | سقدر                 | ۹۰             | ۵              | ۱۵           | ۶                   | ۱۰                  |
| باب خیدونیه ۴رشاع         | بخش ساردوئیه شهرستان جیرفت | باب خیدونیه          | ۴۰۰            | ۲۵             | ۶            | ۸                   | ۵۰                  |
| باب سوار                  | بخش ساردوئیه شهرستان جیرفت | باب سواران           | ۴۵۰            | ۳۲             | ۱۳           | ۱۶                  | ۴۵                  |
| باب مروارید               | بخش جبالبارز شهرستان جیرفت | باب مروارید          | ۵۵             | ۴              | ۱۲           | ۵                   | ۱۰                  |
| باباجان                   | بخش ساردوئیه شهرستان جیرفت | باباجان              | ۳۳۰            | ۲۵             | ۱۸           | ۱۶                  | ۸۰                  |
| باخلشیر                   | بخش ساردوئیه شهرستان جیرفت | باخلشیر              | ۲۱۰            | ۱۸             | ۱۲           | ۹                   | ۱۰۰                 |
| باغ ابراهیم               | بخش ساردوئیه شهرستان جیرفت | باغ ابراهیم          | ۱۵۰            | ۱۳             | ۷            | ۶                   | ۴۰                  |
| باغ انجیر                 | بخش جبالبارز شهرستان جیرفت | گراغان               | ۶۰             | ۴              | ۱۲           | ۴                   | ۱۰                  |
| باغ بنل                   | بخش جبالبارز شهرستان جیرفت | سکون                 | ۸۰             | ۴              | ۱۴           | ۵                   | ۱۵                  |
| باغ بیابان                | بخش مرکزی شهرستان جیرفت    | باغ بیابان           | ۳۰۰            | ۱۷             | ۸            | ۱۲                  | ۱۰                  |
| باغ تو                    | بخش ساردوئیه شهرستان جیرفت | گور                  | ۱۵۰            | ۱۱             | ۶            | ۵                   | ۳۴                  |
| باغ حسینی                 | بخش ساردوئیه شهرستان جیرفت | باغ حسینی            | ۲۵۰            | ۱۷             | ۱۵           | ۱۱                  | ۴۵                  |
| باغ زارچ                  | بخش ساردوئیه شهرستان جیرفت | باغ زارچ             | ۳۵۰            | ۲۰             | ۱۵           | ۱۸                  | ۱۰۰                 |
| باغات دورشنه              | بخش ساردوئیه شهرستان جیرفت | باغات                | ۲۵۰            | ۱۵             | ۸            | ۱۲                  | ۱۰۰                 |
| باغوئیه                   | بخش ساردوئیه شهرستان جیرفت | قلاطوئیه             | ۲۵۰            | ۱۶             | ۶٫۵          | ۶                   | ۱۵                  |
| باقرآباد                  | بخش مرکزی شهرستان جیرفت    | جلگه زاوه            | ۴۲۰۰           | ۱۳۵            | ۳۵           | ۴۵                  | ۸۰                  |
| برهان آبی                 | بخش ساردوئیه شهرستان جیرفت | برهان آبی            | ۲۳۰۰           | ۶۹             | ۱۰           | ۴۰                  | ۲۰                  |
| بعقوئیه                   | بخش مرکزی شهرستان جیرفت    | بعقوئیه              | ۷۰۰            | ۳۰             | ۱۵           | ۲۵                  | ۴۰                  |
| بندربیدشک                 | بخش جبالبارز شهرستان جیرفت | بیدشک                | ۳۰۰            | ۵              | ۵            | ۸                   | ۱۰                  |
| بندصندوق                  | بخش جبالبارز شهرستان جیرفت | سقدر                 | ۷۰             | ۴              | ۱۲           | ۲                   | ۶                   |
| بندوئیه                   | بخش ساردوئیه شهرستان جیرفت | بندوئیه              | ۳۵۰            | ۲۶             | ۱۳           | ۸                   | ۴۵                  |
| بندکهان                   | بخش جبالبارز شهرستان جیرفت | گراغان               | ۱۰۰            | ۶              | ۱۸           | ۵                   | ۲۰                  |
| بندگلان                   | بخش جبالبارز شهرستان جیرفت | گراغان               | ۱۲۰            | ۷              | ۱۸           | ۸                   | ۲۵                  |
| بهرام‌آباد                 | بخش مرکزی شهرستان جیرفت    | بهرام‌آباد            | ۱۵۰۰           | ۶۵             | ۱۸           | ۴۰                  | ۴۰                  |
| بگ ناوی                   | بخش جبالبارز شهرستان جیرفت | اسبی محمدآباد        | ۶۰             | ۴              | ۱۰           | ۵                   | ۱۰                  |
| بیدخوی                    | بخش ساردوئیه شهرستان جیرفت | هنته                 | ۱۵۰            | ۱۰             | ۱۰           | ۷                   | ۳۵                  |
| بیدسوخته                  | بخش ساردوئیه شهرستان جیرفت | بیدسوخته             | ۶۵             | ۵              | ۶            | ۳                   | ۱۵                  |
| بیدک                      | بخش ساردوئیه شهرستان جیرفت | سربیژن               | ۱۵۰            | ۱۲             | ۵            | ۲٫۵                 | ۲۵                  |
| بیله دوری                 | بخش ساردوئیه شهرستان جیرفت | بیله دوری            | ۴۰۰            | ۳۵             | ۲۰           | ۸                   | ۲۰                  |
| تاج‌آباد                   | بخش مرکزی شهرستان جیرفت    | تاج‌آباد              | ۲۵۰۰           | ۱۱۰            | ۳۰           | ۳۵                  | ۶۰                  |
| تاریکوئیه                 | بخش ساردوئیه شهرستان جیرفت | تاریکوئیه            | ۲۰۰            | ۱۰             | ۸            | ۱۰                  | ۷۵                  |
| تاریکوئیه                 | بخش ساردوئیه شهرستان جیرفت | تاریکوئیه            | ۱۲۰            | ۶              | ۸            | ۳                   | ۱۲                  |
| تلاطرئیه                  | بخش ساردوئیه شهرستان جیرفت | تلاطرئیه             | ۱۵۰            | ۱۳             | ۸            | ۵                   | ۳۰                  |
| تمبری                     | بخش مرکزی شهرستان جیرفت    | تمبری                | ۲۵۰            | ۱۲             | ۸            | ۷                   | ۱۵                  |
| تهوران ۲ رشته             | بخش ساردوئیه شهرستان جیرفت | سربیژن               | ۲۸۰            | ۱۶             | ۸            | ۶                   | ۵۶                  |
| تودرک                     | بخش جبالبارز شهرستان جیرفت | تودیک                | ۸۰             | ۵              | ۱۵           | ۸                   | ۱۵                  |
| توکل‌آباد                  | بخش ساردوئیه شهرستان جیرفت | بیددوری              | ۳۵۰            | ۳۰             | ۲۲           | ۵٫۵                 | ۱۹                  |
| توکل‌آباد                  | بخش جبالبارز شهرستان جیرفت | محمودآباد            | ۳۰۰            | ۱۵             | ۲۵           | ۴                   | ۱۵                  |
| تیغ آفتاب                 | بخش ساردوئیه شهرستان جیرفت | هنته                 | ۶۰             | ۵              | ۵            | ۴                   | ۵                   |
| جان ده                    | بخش جبالبارز شهرستان جیرفت | محمودآباد            | ۱۵۰            | ۸              | ۱۸           | ۶                   | ۲۵                  |
| جزصالح علیا               | بخش مرکزی شهرستان جیرفت    | جزصالح علیا          | ۶۰۰۰           | ۱۴۰            | ۱۱           | ۱۰                  | ۲۳۰                 |
| جزفتن سفلی                | بخش مرکزی شهرستان جیرفت    | جزفتن سفلی           | ۱۵۰۰           | ۵۰             | ۳۵           | ۲۰                  | ۱۳                  |
| جعفرآباد                  | بخش مرکزی شهرستان جیرفت    | جعفرآباد             | ۸۵۰            | ۲۵             | ۲۰           | ۲۰                  | ۳۰                  |
| جلگه زاوه                 | بخش مرکزی شهرستان جیرفت    | جلگه زاوه            | ۵۰۰۰           | ۱۵۰            | ۴۰           | ۶۵                  | ۱۰۰                 |
| جنت                       | بخش مرکزی شهرستان جیرفت    | جنت                  | ۳۰۰            | ۱۵             | ۸            | ۰                   | ۵                   |
| جنگا                      | بخش ساردوئیه شهرستان جیرفت | جنگا                 | ۲۰۰            | ۱۸             | ۶            | ۳                   | ۲۸                  |
| جنگل گرگی                 | بخش مرکزی شهرستان جیرفت    | جنگل گرگی            | ۸۰۰۰           | ۱۶۵            | ۱۱           | ۲                   | ۳۲۵                 |
| جوموئیه                   | بخش ساردوئیه شهرستان جیرفت | سرگهرار              | ۱۵۰            | ۱۵             | ۱۰           | ۴                   | ۳۰                  |
| حاجی‌آباد                  | بخش ساردوئیه شهرستان جیرفت | هنته                 | ۳۰۰            | ۱۷             | ۱۶           | ۱۲                  | ۳۰                  |
| حاجی‌آباد                  | بخش جبالبارز شهرستان جیرفت | اسبی محمدآباد        | ۸۵             | ۴              | ۱۲           | ۶                   | ۱۵                  |
| حاجی‌آباد                  | بخش ساردوئیه شهرستان جیرفت | حاجی‌آباد گور         | ۲۵۰            | ۱۵             | ۱۵           | ۶                   | ۲۰                  |
| حسن‌آباد دهنو              | بخش مرکزی شهرستان جیرفت    | دهنوفتح المبین       | ۱۵۰۰           | ۶۱             | ۳۶           | ۱۵                  | ۲۵                  |
| حسن‌آباد مرکز              | بخش جبالبارز شهرستان جیرفت | سکون                 | ۱۵۰            | ۸              | ۲۰           | ۸                   | ۳۵                  |
| حسن‌آباد پنکوه             | بخش جبالبارز شهرستان جیرفت | سقدر                 | ۱۰۰            | ۷              | ۱۸           | ۷                   | ۱۲                  |
| حسین‌آباد                  | بخش مرکزی شهرستان جیرفت    | حسین‌آباد             | ۳۵۰۰           | ۱۲۵            | ۳۵           | ۸۰                  | ۱۰۰                 |
| حسین‌آباد                  | بخش ساردوئیه شهرستان جیرفت | سرگهرار              | ۱۴۰            | ۱۲             | ۶            | ۲٫۵                 | ۲۵                  |
| حسین‌آباد                  | بخش مرکزی شهرستان جیرفت    | حسین‌آباد             | ۱۰۰۰۰          | ۲۱۰            | ۲۶           | ۱۰                  | ۲۵۰                 |
| حسین‌آباد                  | بخش ساردوئیه شهرستان جیرفت | بیددوری              | ۲۵۰            | ۳۰             | ۱۸           | ۱۰                  | ۱۷                  |
| حسین‌آباد خلیل‌آباد         | بخش مرکزی شهرستان جیرفت    | حسین‌آباد خلیل‌آباد    | ۲۰۰۰           | ۸۵             | ۱۶           | ۲۵                  | ۱۵                  |
| حسین‌آباد مرجان            | بخش مرکزی شهرستان جیرفت    | حسین‌آباد مرجان       | ۴۰۰۰           | ۸۰             | ۱۱           | ۰                   | ۲۲۰                 |
| حسین‌آباد مرکز             | بخش جبالبارز شهرستان جیرفت | سکون                 | ۱۰۰            | ۶              | ۱۸           | ۷                   | ۳۰                  |
| حسین‌آباد مظفری            | بخش مرکزی شهرستان جیرفت    | حسین‌آباد مظفری       | ۱۲۰۰           | ۴۵             | ۲۵           | ۱۰                  | ۱۲                  |
| حسین‌آباد کلثوم            | بخش ساردوئیه شهرستان جیرفت | بننوئیه              | ۶۰             | ۵              | ۸            | ۳                   | ۷                   |
| حشیه خونی                 | بخش ساردوئیه شهرستان جیرفت | سرگهرار              | ۱۵۰            | ۱۲             | ۱۰           | ۸                   | ۷۰                  |
| حلمین سکون                | بخش جبالبارز شهرستان جیرفت | سکون                 | ۱۰۰            | ۶              | ۲۰           | ۵                   | ۱۸۰                 |
| حکمت‌آباد                  | بخش ساردوئیه شهرستان جیرفت | حمت‌آباد              | ۳۰۰            | ۲۰             | ۱۸           | ۶                   | ۱۲                  |
| خاتون‌آباد                 | بخش جبالبارز شهرستان جیرفت | سکون                 | ۷۵             | ۴              | ۱۲           | ۴                   | ۱۰۰                 |
| خاروان                    | بخش ساردوئیه شهرستان جیرفت | خاروان               | ۳۲۰            | ۱۵             | ۱۱           | ۵                   | ۴۰                  |
| خانه سرخ                  | بخش ساردوئیه شهرستان جیرفت | خانه سرخ             | ۱۰۰            | ۸              | ۸            | ۶                   | ۲۵                  |
| خانه مرغزار               | بخش ساردوئیه شهرستان جیرفت | خانه مرغزار          | ۱۵۰            | ۱۰             | ۶            | ۸                   | ۲۸                  |
| خانکوئیه                  | بخش ساردوئیه شهرستان جیرفت | خانکوئیه             | ۱۵۰            | ۱۲             | ۸۲           | ۶                   | ۷۰                  |
| خاک سفیدکیا               | بخش ساردوئیه شهرستان جیرفت | خاک سفید             | ۱۵۰            | ۱۰             | ۷            | ۵                   | ۶۰                  |
| خراب سرلرد                | بخش ساردوئیه شهرستان جیرفت | وراسمان              | ۲۰۰            | ۱۵             | ۸            | ۶                   | ۱۵                  |
| خلیل‌آباد                  | بخش مرکزی شهرستان جیرفت    | خلیل‌آباد             | ۱۰۰۰           | ۴۵             | ۱۵           | ۲۵                  | ۳۵                  |
| خلیچی                     | بخش ساردوئیه شهرستان جیرفت | خلیچی                | ۱۸۰            | ۱۶             | ۱۴           | ۴٫۵                 | ۵۹                  |
| خوشاب                     | بخش ساردوئیه شهرستان جیرفت | کشکوئیه              | ۱۰۰            | ۹              | ۱۰           | ۷                   | ۴۵                  |
| داران خاکی                | بخش ساردوئیه شهرستان جیرفت | کشکوئیه              | ۱۰۰            | ۶۰۰            | ۱۲           | ۱۲                  | ۵۰                  |
| داران خاکی                | بخش ساردوئیه شهرستان جیرفت | کشکوئیه              | ۸۰             | ۶              | ۱۰           | ۱۰                  | ۴۰                  |
| داز                       | بخش ساردوئیه شهرستان جیرفت | کشکوئیه              | ۷۰             | ۷              | ۸            | ۸                   | ۵۰                  |
| دامنه ۲رشته               | بخش ساردوئیه شهرستان جیرفت | دامنه                | ۳۰۰            | ۱۲             | ۸            | ۷                   | ۵۰                  |
| درزارچوئیه                | بخش جبالبارز شهرستان جیرفت | گراغان               | ۶۰             | ۵              | ۱۵           | ۵                   | ۶                   |
| درزنگوئیه مرکز            | بخش جبالبارز شهرستان جیرفت | سکون                 | ۱۵۰            | ۱۰             | ۲۵۰          | ۱۰                  | ۱۵۰                 |
| دره خبار                  | بخش جبالبارز شهرستان جیرفت | اسبی محمدآباد        | ۸۰             | ۳۳             | ۱۲           | ۴                   | ۸                   |
| دره دز                    | بخش جبالبارز شهرستان جیرفت | تودیک                | ۳۰             | ۲              | ۵            | ۳                   | ۳                   |
| درورگونیه سکون            | بخش جبالبارز شهرستان جیرفت | سکون                 | ۷۰             | ۶              | ۱۵           | ۶                   | ۲۵                  |
| درکستان                   | بخش ساردوئیه شهرستان جیرفت | گور                  | ۱۱۰۰           | ۵۲             | ۴۵           | ۳۰                  | ۶۸                  |
| درکیک                     | بخش جبالبارز شهرستان جیرفت | پیمان                | ۲۰۰۰           | ۱۲             | ۱۰           | ۲۰                  | ۱۵                  |
| دل آهکی                   | بخش ساردوئیه شهرستان جیرفت | درب بهشت             | ۲۰۰            | ۱۵             | ۱۰           | ۱۲                  | ۵۰                  |
| دلک‌آباد                   | بخش ساردوئیه شهرستان جیرفت | سرگهرار              | ۳۰۰            | ۱۷             | ۱۵           | ۱۲                  | ۴۵                  |
| دلگشا                     | بخش جبالبارز شهرستان جیرفت | پیمان                | ۱۰۰            | ۱۵             | ۱۵           | ۱۲                  | ۲۰                  |
| دمیده                     | بخش ساردوئیه شهرستان جیرفت | ناین‌آباد             | ۱۱۵            | ۱۴             | ۷            | ۶                   | ۴۵                  |
| ده داغ دورشته             | بخش ساردوئیه شهرستان جیرفت | ده داغ               | ۱۰۰            | ۹              | ۵            | ۳                   | ۳۰                  |
| ده شیخوئیه                | بخش ساردوئیه شهرستان جیرفت | خارمان               | ۱۵۰            | ۹              | ۶            | ۳                   | ۲۲                  |
| ده قریه ۳ رشته            | بخش ساردوئیه شهرستان جیرفت | گور                  | ۲۶۰            | ۲۱             | ۸            | ۷                   | ۴۸                  |
| ده نظام                   | بخش مرکزی شهرستان جیرفت    | ده نظام              | ۲۵۰            | ۱۲             | ۱۰           | ۲۰                  | ۱۵                  |
| ده گردوئیه                | بخش ساردوئیه شهرستان جیرفت | سرگهرار              | ۱۵۰            | ۱۲             | ۱۸           | ۸                   | ۶۵                  |
| دهنزنگیان                 | بخش جبالبارز شهرستان جیرفت | سقدر                 | ۱۰۰            | ۶              | ۲۰           | ۵                   | ۲۵                  |
| دهنو تودونکت              | بخش جبالبارز شهرستان جیرفت | تواباد               | ۵۰             | ۳              | ۸            | ۳                   | ۴                   |
| دهنو سکون                 | بخش جبالبارز شهرستان جیرفت | سکون                 | ۱۵۰            | ۸              | ۱۸           | ۴                   | ۳۰                  |
| دهنوفتح المبین            | بخش مرکزی شهرستان جیرفت    | دهنوفتح المبین       | ۱۰۰۰           | ۴۲             | ۳۵           | ۱۵                  | ۱۰                  |
| دهگدار گراغان             | بخش جبالبارز شهرستان جیرفت | گراغان               | ۸۰             | ۵              | ۱۵           | ۵                   | ۱۵                  |
| دوازده‌امام                | بخش جبالبارز شهرستان جیرفت | گراغان               | ۱۰۰            | ۶              | ۱۸           | ۶                   | ۱۵                  |
| دودل سفلی                 | بخش ساردوئیه شهرستان جیرفت | دودل سفلی            | ۱۸۰            | ۱۳             | ۱۰           | ۳                   | ۱۳                  |
| دودل علیا                 | بخش ساردوئیه شهرستان جیرفت | دودل                 | ۲۰۰            | ۱۵             | ۱۲           | ۴                   | ۱۸                  |
| دوروده                    | بخش ساردوئیه شهرستان جیرفت | جلگه                 | ۲۰۰            | ۱۴             | ۶            | ۵                   | ۳۰                  |
| دوسیکان                   | بخش ساردوئیه شهرستان جیرفت | دوسیکان              | ۳۵۰            | ۲۳             | ۶            | ۸                   | ۶۰                  |
| دوغ‌آباد                   | بخش مرکزی شهرستان جیرفت    | دوغ‌آباد              | ۴۰۰            | ۲۱             | ۱۲           | ۱۲                  | ۳۵                  |
| دولت‌آباد ۲ رشته           | بخش ساردوئیه شهرستان جیرفت | سربیژن               | ۳۰۰            | ۱۵             | ۸            | ۴                   | ۲۵                  |
| دونیه                     | بخش ساردوئیه شهرستان جیرفت | قنات میری            | ۱۵۰            | ۱۳             | ۶            | ۳                   | ۲۵                  |
| رئیسه                     | بخش ساردوئیه شهرستان جیرفت | شرب ترش              | ۸۰             | ۴              | ۶            | ۴                   | ۲۵                  |
| راهدان                    | بخش جبالبارز شهرستان جیرفت | محمودآباد            | ۱۸۰            | ۱۲             | ۲۰           | ۱۰                  | ۱۰۰                 |
| رحمت‌آباد اسمعیل           | بخش مرکزی شهرستان جیرفت    | اسمعیلی سفلی         | ۲۰۰۰           | ۸۷             | ۲۰           | ۲۰                  | ۳۰                  |
| رستم‌آباد                  | بخش مرکزی شهرستان جیرفت    | رستم‌آباد             | ۱۵۰۰           | ۵۸             | ۳۰           | ۸                   | ۲                   |
| ریگ‌آباد                   | بخش جبالبارز شهرستان جیرفت | پیمان سفلی           | ۴۰۰            | ۷              | ۱۰           | ۱۶                  | ۲۰                  |
| زارجوئیه                  | بخش ساردوئیه شهرستان جیرفت | سربیژن               | ۱۳۰            | ۹              | ۶            | ۳                   | ۲۵                  |
| زارچوئیه                  | بخش ساردوئیه شهرستان جیرفت | زارچوئیه             | ۱۳۰            | ۱۱             | ۶            | ۵                   | ۴۰                  |
| زرکشت                     | بخش ساردوئیه شهرستان جیرفت | فراش                 | ۴۰۰            | ۲۵             | ۱۰           | ۱۲                  | ۶۰                  |
| زناگرم                    | بخش جبالبارز شهرستان جیرفت | محمدآباد             | ۴۰             | ۳              | ۱۰           | ۱۰                  | ۵۵                  |
| زهتان                     | بخش ساردوئیه شهرستان جیرفت | فراش                 | ۲۶۰            | ۱۷             | ۸            | ۱۴                  | ۶۵                  |
| زوارجلگه                  | بخش ساردوئیه شهرستان جیرفت | زوار                 | ۲۳۰            | ۱۲             | ۸            | ۹                   | ۷۰                  |
| زیبا                      | بخش جبالبارز شهرستان جیرفت | زیبا                 | ۱۲۰            | ۸              | ۲۰           | ۹                   | ۳۰                  |
| سبزبلوچی                  | بخش ساردوئیه شهرستان جیرفت | فراش                 | ۱۵۰            | ۱۲             | ۸            | ۱۳                  | ۵۵                  |
| سرتنگوئیه                 | بخش جبالبارز شهرستان جیرفت | سکونن                | ۶۰             | ۴              | ۱۲           | ۴                   | ۸                   |
| سرخوئیه سفلی              | بخش مرکزی شهرستان جیرفت    | سرخوئیه سفلی         | ۴۰۰            | ۱۷             | ۱۲           | ۱۰                  | ۱۵                  |
| سرخوئیه علیا              | بخش مرکزی شهرستان جیرفت    | سرخوئیه علیا         | ۴۵۰            | ۲۰             | ۱۲           | ۲۷                  | ۳۵                  |
| سرزه                      | بخش ساردوئیه شهرستان جیرفت | سنگ سفید             | ۱۲۰            | ۶              | ۰            | ۲۳                  | ۹۰                  |
| سرزه                      | بخش جبالبارز شهرستان جیرفت | گراغان               | ۱۵۰            | ۱۰             | ۲۰           | ۱۲                  | ۱۳۰                 |
| سروتمیز                   | بخش جبالبارز شهرستان جیرفت | گراغان               | ۱۴۰            | ۸              | ۲۰           | ۱۰                  | ۳۰                  |
| سرچشمه                    | بخش ساردوئیه شهرستان جیرفت | سرچشمه               | ۷۰             | ۶              | ۸            | ۶                   | ۲۵                  |
| سرچشمه سکون               | بخش جبالبارز شهرستان جیرفت | سکون                 | ۸۰             | ۶              | ۱۵           | ۵                   | ۲۰                  |
| سرگدار                    | بخش ساردوئیه شهرستان جیرفت | گور                  | ۵۰۰            | ۱۵             | ۲۵           | ۷                   | ۲۵                  |
| سرگز                      | بخش مرکزی شهرستان جیرفت    | سرگز                 | ۴۷۰            | ۲۸             | ۱۷           | ۱۰                  | ۱۸                  |
| سری جنگان                 | بخش ساردوئیه شهرستان جیرفت | سری جنگان            | ۴۵۰            | ۲۶             | ۱۸           | ۲۲                  | ۹۸                  |
| سعیدآباد علیا             | بخش مرکزی شهرستان جیرفت    | سعیدآباد علیا        | ۲۰۰۰           | ۸۵             | ۳۵           | ۳۰                  | ۳۵                  |
| سلطان احمد۳ رشته          | بخش ساردوئیه شهرستان جیرفت | گور (لگوری)          | ۲۰۰            | ۲۰             | ۷            | ۷                   | ۲۵                  |
| سنجدوئیه                  | بخش ساردوئیه شهرستان جیرفت | سنجدوئیه             | ۱۵۰            | ۱۷             | ۱۰           | ۵                   | ۱۸                  |
| سنگرسیاه                  | بخش ساردوئیه شهرستان جیرفت | سربیژن               | ۱۸۰            | ۱۲             | ۷            | ۶                   | ۲۸                  |
| سنگوئیه                   | بخش مرکزی شهرستان جیرفت    | سنگوئیه              | ۱۲۰۰           | ۵۷             | ۳۰           | ۶۰                  | ۷۵                  |
| سورگوران                  | بخش ساردوئیه شهرستان جیرفت | سرگهرار              | ۷۰             | ۵              | ۸            | ۱۱                  | ۵۰                  |
| سیدآباد                   | بخش ساردوئیه شهرستان جیرفت | سرگهرار              | ۲۵۰            | ۱۷             | ۱۲           | ۶                   | ۴۵                  |
| سیدآباد اسمعیلی علیا      | بخش مرکزی شهرستان جیرفت    | اسمعیلی علیا         | ۳۰۰۰           | ۱۴۰            | ۲۸           | ۲۰                  | ۲۰                  |
| سیدآباد کهورآباد ی        | بخش مرکزی شهرستان جیرفت    | سیدآباد کهورآباد     | ۸۵۰            | ۴۰             | ۲۳           | ۳۰                  | ۳۵                  |
| سیف‌آباد                   | بخش ساردوئیه شهرستان جیرفت | سربیژن               | ۱۵۰            | ۱۲             | ۶            | ۳                   | ۴۹                  |
| سیمین‌آباد ۱ رشته          | بخش ساردوئیه شهرستان جیرفت | سیمین‌آباد            | ۶۰۰            | ۳۸             | ۱۸           | ۳۰                  | ۱۲۰                 |
| شااکبری                   | بخش ساردوئیه شهرستان جیرفت | سربیژن               | ۱۸۰            | ۱۵             | ۷            | ۴٫۵                 | ۲۵                  |
| شریف‌آباد                  | بخش مرکزی شهرستان جیرفت    | شریف‌آباد             | ۳۰۰۰           | ۷۰             | ۱۱           | ۰                   | ۲۳۰                 |
| شغینوئیه                  | بخش ساردوئیه شهرستان جیرفت | شغینوئیه             | ۵۰             | ۰              | ۴            | ۲                   | ۲۰                  |
| شکرآباد                   | بخش ساردوئیه شهرستان جیرفت | گور                  | ۳۸۰            | ۲۸             | ۱۵           | ۱۲                  | ۴۵                  |
| شیخوئیه                   | بخش ساردوئیه شهرستان جیرفت | پرانهرر              | ۳۲۰            | ۲۵             | ۱۰           | ۴                   | ۲۸                  |
| صاحب‌آباد                  | بخش ساردوئیه شهرستان جیرفت | سربیژن               | ۱۵۰            | ۹              | ۷            | ۱۲                  | ۶۵                  |
| عباس‌آباد                  | بخش مرکزی شهرستان جیرفت    | عباس‌آباد             | ۱۵۰۰           | ۶۵             | ۲۵           | ۶۵                  | ۸۰                  |
| عباس‌آباد                  | بخش ساردوئیه شهرستان جیرفت | باباجان              | ۱۳۰            | ۱۰             | ۸            | ۶                   | ۱۵                  |
| عباس‌آباد                  | بخش ساردوئیه شهرستان جیرفت | بننوئیه              | ۱۵۰            | ۶              | ۱۲           | ۶                   | ۴۰                  |
| عباس‌آباد دهنو             | بخش مرکزی شهرستان جیرفت    | دهنوفتح المبین       | ۱۰۰۰           | ۴۲             | ۳۵           | ۱۸                  | ۲۳                  |
| عباس‌آباد محمدآباد         | بخش جبالبارز شهرستان جیرفت | سقدر                 | ۷۵             | ۱۲             | ۲۵           | ۷                   | ۲۵                  |
| عزالان                    | بخش مرکزی شهرستان جیرفت    | عزالان               | ۱۰۰            | ۵              | ۷            | ۸                   | ۱۰                  |
| عزیزآباد                  | بخش ساردوئیه شهرستان جیرفت | گور                  | ۱۸۰            | ۱۳             | ۵            | ۳٫۵                 | ۱۵                  |
| علی‌آباد                   | بخش ساردوئیه شهرستان جیرفت | علی‌آباد              | ۵۰             | ۵              | ۶            | ۲                   | ۲۵                  |
| علی‌آباد                   | بخش ساردوئیه شهرستان جیرفت | وراسمان              | ۳۰۰            | ۱۸             | ۹            | ۸                   | ۳۵                  |
| علی‌آباد                   | بخش ساردوئیه شهرستان جیرفت | علی‌آباد بیددوزی      | ۳۰۰            | ۳۰             | ۱۵           | ۶                   | ۲۵                  |
| علی‌آباد                   | بخش ساردوئیه شهرستان جیرفت | علی‌آباد              | ۲۵۰            | ۱۴             | ۸            | ۱۲                  | ۷۵                  |
| علی‌آباد بادام             | بخش جبالبارز شهرستان جیرفت | سقدر                 | ۸۵             | ۵              | ۱۲           | ۴                   | ۵                   |
| علی‌آباد سکون              | بخش جبالبارز شهرستان جیرفت | سکون                 | ۵۰             | ۴              | ۱۵           | ۴                   | ۱۰                  |
| عمردوئیه                  | بخش ساردوئیه شهرستان جیرفت | سربیژن               | ۳۵۰            | ۰              | ۰            | ۰                   | ۳۲                  |
| عیش‌آباد                   | بخش مرکزی شهرستان جیرفت    | عیش‌آباد              | ۱۲۰۰           | ۵۵             | ۲۵           | ۲۵                  | ۳۵                  |
| عین‌آباد                   | بخش ساردوئیه شهرستان جیرفت | خانه سرخ             | ۲۸۰            | ۲۵             | ۱۲           | ۹                   | ۵۰                  |
| فتح‌آباد                   | بخش ساردوئیه شهرستان جیرفت | سرگهرار              | ۲۲۰            | ۱۰             | ۱۰           | ۱۵                  | ۶۵                  |
| فتح‌آباد مرجان             | بخش مرکزی شهرستان جیرفت    | فتح‌آباد مرجان        | ۵۰۰۰           | ۱۲۵            | ۱۱           | ۰                   | ۵۶                  |
| فخرآباد                   | بخش جبالبارز شهرستان جیرفت | تودیک                | ۴۵             | ۴              | ۸            | ۴                   | ۵                   |
| فردوس                     | بخش مرکزی شهرستان جیرفت    | فردوس                | ۵۵۰۰           | ۱۶۰            | ۴۰           | ۸۵                  | ۱۲۰                 |
| قاسم‌آباد                  | بخش مرکزی شهرستان جیرفت    | قاسم‌آباد             | ۱۲۵۰           | ۴۵             | ۳۴           | ۲۰                  | ۲۰                  |
| قروشوئیه سکون             | بخش جبالبارز شهرستان جیرفت | سکون                 | ۲۰۰            | ۱۲             | ۲۲           | ۶                   | ۵۰                  |
| قطقوئیه                   | بخش ساردوئیه شهرستان جیرفت | قطقوئیه              | ۱۳۰            | ۱۳             | ۷            | ۳٫۵                 | ۲۵                  |
| قلعه کوچک                 | بخش مرکزی شهرستان جیرفت    | قلعه کوچک            | ۳۰۰۰           | ۶۰             | ۲۰           | ۰                   | ۱۲۰                 |
| قنات                      | بخش مرکزی شهرستان جیرفت    | قنات                 | ۸۰۰            | ۳۵             | ۲۰           | ۳۰                  | ۴۵                  |
| قنات آبگرم                | بخش مرکزی شهرستان جیرفت    | ابگرم                | ۲۵۰            | ۸              | ۲۰           | ۱۰                  | ۸                   |
| قنات احمد                 | بخش ساردوئیه شهرستان جیرفت | سرگهرار              | ۳۵۰            | ۲۲             | ۱۳           | ۱۰                  | ۶۵                  |
| قنات اکبرآباد بهرامین     | بخش مرکزی شهرستان جیرفت    | اکبرآباد بهرامین     | ۹۵۰            | ۳۸             | ۲۳           | ۴۰                  | ۳۰                  |
| قنات اکبرآباد حمزه‌ایها    | بخش مرکزی شهرستان جیرفت    | اکبرآباد حمزه ایها   | ۱۵۵۰           | ۶۰             | ۲۴           | ۲۵                  | ۲۳                  |
| قنات ایزدآباد             | بخش مرکزی شهرستان جیرفت    | ایزدآباد             | ۹۰۰            | ۴۰             | ۲۵           | ۲۵                  | ۲۸                  |
| قنات بید                  | بخش ساردوئیه شهرستان جیرفت | سرگهرار              | ۹۰             | ۶              | ۸            | ۷                   | ۷۰                  |
| قنات بید                  | بخش ساردوئیه شهرستان جیرفت | فراش                 | ۴۵۰            | ۲۵             | ۱۶           | ۲۵                  | ۸۵                  |
| قنات بید                  | بخش ساردوئیه شهرستان جیرفت | کشکوئیه              | ۹۰             | ۱۰             | ۱۰           | ۱۳                  | ۵۸                  |
| قنات جزفتن علیا           | بخش مرکزی شهرستان جیرفت    | جزفتن علیا           | ۲۵۰۰           | ۱۲۵            | ۴۲           | ۸                   | ۳۵                  |
| قنات جلال                 | بخش ساردوئیه شهرستان جیرفت | جلال‌آباد             | ۲۰۰            | ۱۲             | ۱۸           | ۲۰                  | ۲۵                  |
| قنات جنگل‌آباد             | بخش مرکزی شهرستان جیرفت    | جنگل‌آباد             | ۱۵۰۰           | ۶۰             | ۲۵           | ۷۵                  | ۵۰                  |
| قنات حسن‌آباد داروئیه      | بخش مرکزی شهرستان جیرفت    | حسن‌آباد داروئیه      | ۱۵۰۰           | ۶۵             | ۲۰           | ۴۰                  | ۴۰                  |
| قنات حسن‌آباد نظریان       | بخش مرکزی شهرستان جیرفت    | حسن‌آباد نظریان       | ۷۰۰            | ۳۵             | ۳۵           | ۲۰                  | ۲۵                  |
| قنات حسین‌آباد کهن         | بخش مرکزی شهرستان جیرفت    | حسین‌آباد کهن         | ۲۰۰۰           | ۸۳             | ۲۵           | ۴۰                  | ۴۰                  |
| قنات داروئیه              | بخش مرکزی شهرستان جیرفت    | داروئیه              | ۳۰۰            | ۱۲             | ۱۰           | ۵۵                  | ۴۵                  |
| قنات دره                  | بخش ساردوئیه شهرستان جیرفت | سرگهرار              | ۵۰             | ۰              | ۰            | ۶                   | ۵۰                  |
| قنات رضاآباد حاجب         | بخش مرکزی شهرستان جیرفت    | رضاآباد حاجب         | ۲۰۰۰           | ۷۹             | ۲۸           | ۲۰                  | ۱۰                  |
| قنات زهرا                 | بخش ساردوئیه شهرستان جیرفت | قنات زهرا            | ۱۰۰            | ۱۰             | ۵            | ۲                   | ۶                   |
| قنات زگل                  | بخش ساردوئیه شهرستان جیرفت | سرگهرار              | ۲۵۰            | ۱۷             | ۱۰           | ۱۰                  | ۶۰                  |
| قنات سایان                | بخش ساردوئیه شهرستان جیرفت | قنات سایان           | ۴۵۰            | ۲۶             | ۱۵           | ۲۲                  | ۱۳۰                 |
| قنات سلطان‌آباد            | بخش مرکزی شهرستان جیرفت    | سلطان‌آباد            | ۲۲۵۰           | ۸۸             | ۲۵           | ۲۵                  | ۳۴                  |
| قنات سیاه                 | بخش جبالبارز شهرستان جیرفت | محمودآباد            | ۱۵۰            | ۸              | ۲۰           | ۸                   | ۵۰                  |
| قنات شهاب                 | بخش ساردوئیه شهرستان جیرفت | سرگهرار              | ۳۰۰            | ۲۵             | ۱۰           | ۵                   | ۲۵                  |
| قنات طرج                  | بخش مرکزی شهرستان جیرفت    | طرج                  | ۱۰۰            | ۴۸             | ۱۸           | ۸۰                  | ۵۸                  |
| قنات عصری                 | بخش ساردوئیه شهرستان جیرفت | باباجان              | ۱۵۰            | ۱۲             | ۸            | ۳                   | ۱۵                  |
| قنات علی‌آباد سادات        | بخش مرکزی شهرستان جیرفت    | علی‌آباد سادات        | ۲۰۰۰           | ۸۵             | ۲۹           | ۴۵                  | ۴۳                  |
| قنات فرخ ۳رشته            | بخش ساردوئیه شهرستان جیرفت | قنات فرخ             | ۲۰۰            | ۱۲             | ۷            | ۵                   | ۶۰                  |
| قنات محمدآباد سررشته داری | بخش مرکزی شهرستان جیرفت    | محمدآباد سررشته داری | ۲۰۰۰           | ۸۳             | ۲۵           | ۲۵                  | ۲۵                  |
| قنات محمدآباد کلانتر      | بخش مرکزی شهرستان جیرفت    | محمدآباد کلانتر      | ۲۷۰۰           | ۱۰۵            | ۳۷           | ۲۰                  | ۲۰                  |
| قنات مرادآباد             | بخش مرکزی شهرستان جیرفت    | مرادآباد             | ۲۵۰۰           | ۷۵             | ۳۲           | ۸۵                  | ۱۲۰                 |
| قنات نهراداد              | بخش ساردوئیه شهرستان جیرفت | قنات نهراداد         | ۳۰۰            | ۱۵             | ۱۵           | ۱۱                  | ۷۰                  |
| قنات نو                   | بخش مرکزی شهرستان جیرفت    | قنات نو              | ۱۵۰۰           | ۶۰             | ۳۳           | ۲۰                  | ۲۵                  |
| قنات نو                   | بخش مرکزی شهرستان جیرفت    | قنات نو              | ۱۰۰۰           | ۵۵             | ۲۵           | ۳                   | ۷۰                  |
| قنات نورآباد              | بخش مرکزی شهرستان جیرفت    | نورآباد              | ۲۰۰۰           | ۸۰             | ۲۷           | ۳۰                  | ۲۰                  |
| قنات نورهنو               | بخش مرکزی شهرستان جیرفت    | دهنوفتح المبین       | ۲۳۵۰           | ۱۲۰            | ۳۷           | ۳۵                  | ۴۵                  |
| قنات والی                 | بخش ساردوئیه شهرستان جیرفت | فراش                 | ۲۵۰            | ۲۳             | ۱۲           | ۱۴                  | ۶۰                  |
| قنات چاه انجیر            | بخش مرکزی شهرستان جیرفت    | چاه انجیر            | ۱۰۰۰           | ۴۰             | ۳۰           | ۱۲                  | ۷                   |
| قنات کهن                  | بخش مرکزی شهرستان جیرفت    | کهن                  | ۲۳۰۰           | ۸۸             | ۲۵           | ۷۵                  | ۶۵                  |
| قنات کهن پنجرک            | بخش مرکزی شهرستان جیرفت    | کهن پنجرک            | ۱۳۰۰           | ۴۵             | ۳۰           | ۳۰                  | ۲۵                  |
| قنات کهورآباد             | بخش مرکزی شهرستان جیرفت    | کهورآباد             | ۱۰۰۰           | ۴۳             | ۲۷           | ۲۰                  | ۲۳                  |
| قنات گرکوئیه              | بخش مرکزی شهرستان جیرفت    | گرکوئیه              | ۶۰۰            | ۲۸             | ۳۵           | ۲۰                  | ۲۰                  |
| قنات گرکوئیه              | بخش مرکزی شهرستان جیرفت    | گرکوئیه              | ۶۰۰            | ۲۸             | ۳۵           | ۲۰                  | ۲۰                  |
| قنات گلناباد              | بخش مرکزی شهرستان جیرفت    | گلناباد              | ۱۰۰۰           | ۴۵             | ۳۰           | ۴۰                  | ۲۵                  |
| قنات گنج‌آباد              | بخش مرکزی شهرستان جیرفت    | گنج‌آباد              | ۲۰۰۰           | ۸۳             | ۳۸           | ۶۰                  | ۴۲                  |
| قناد                      | بخش ساردوئیه شهرستان جیرفت | قناد                 | ۳۰۰            | ۲۰             | ۱۲           | ۱۳٫۵                | ۲۵                  |
| لجاری                     | بخش جبالبارز شهرستان جیرفت | سقدر                 | ۶۰             | ۴              | ۱۲           | ۴                   | ۵                   |
| لطف‌آباد                   | بخش مرکزی شهرستان جیرفت    | لطف‌آباد              | ۱۸۰۰           | ۶۸             | ۳۵           | ۲۰                  | ۳۲                  |
| لکت                       | بخش ساردوئیه شهرستان جیرفت | لکت پاگدار           | ۶۰             | ۴              | ۶            | ۶                   | ۳۵                  |
| لگوری (بین تلو)           | بخش ساردوئیه شهرستان جیرفت | گور                  | ۱۰۰            | ۸              | ۱۰           | ۳                   | ۱۲                  |
| ماران                     | بخش مرکزی شهرستان جیرفت    | ماران                | ۲۰۰            | ۱۰             | ۱۲           | ۸                   | ۱۵                  |
| مالک‌آباد                  | بخش ساردوئیه شهرستان جیرفت | باباجان              | ۷۰             | ۵              | ۵            | ۲                   | ۱۳                  |
| محمدآباد                  | بخش ساردوئیه شهرستان جیرفت | خانه سرخ             | ۵۰۰            | ۴۵             | ۱۵           | ۱۰                  | ۳۴                  |
| محمدآباد                  | بخش جبالبارز شهرستان جیرفت | محمدآباد             | ۶۵۰            | ۱۲             | ۲۵           | ۱۲                  | ۱۱۰                 |
| محمدآباد رضوی             | بخش مرکزی شهرستان جیرفت    | محمدآباد رضوی        | ۸۰۰۰           | ۱۸۰            | ۱۶           | ۱                   | ۱۵۰                 |
| محمدآباد روزینکه          | بخش ساردوئیه شهرستان جیرفت | محمدآباد روزینکه     | ۱۶۰            | ۱۱             | ۵            | ۳٫۵                 | ۴۳                  |
| محمدآباد فاریان           | بخش ساردوئیه شهرستان جیرفت | بیدوئیه              | ۲۳۰            | ۱۵             | ۱۶           | ۸                   | ۲۵                  |
| محمدی‌آباد                 | بخش ساردوئیه شهرستان جیرفت | محمدی‌آباد            | ۲۵۰            | ۲۲             | ۱۰           | ۶                   | ۲۳                  |
| محمودآباد                 | بخش ساردوئیه شهرستان جیرفت | باخلشیر              | ۳۲۰            | ۱۸             | ۱۴           | ۱۰                  | ۴۳                  |
| محمودآباد رضوی            | بخش مرکزی شهرستان جیرفت    | محمودآباد رضوی       | ۲۵۰۰           | ۱۲۰            | ۴۰           | ۶۰                  | ۵۵                  |
| مرجان                     | بخش مرکزی شهرستان جیرفت    | مرجان                | ۳۰۰۰           | ۷۵             | ۱۱           | ۰                   | ۱۰۰                 |
| مرصل‌آباد                  | بخش مرکزی شهرستان جیرفت    | مرصل‌آباد             | ۱۰۰۰           | ۴۳             | ۲۰           | ۱۸                  | ۲۰                  |
| مزرعه ۲۲ بهمن             | بخش جبالبارز شهرستان جیرفت | سقدر                 | ۷۰             | ۴              | ۱۰           | ۳                   | ۳                   |
| مطاع                      | بخش مرکزی شهرستان جیرفت    | مطاع                 | ۱۰۰۰           | ۴۱             | ۲۵           | ۳۵                  | ۲۰                  |
| مظفرآباد                  | بخش ساردوئیه شهرستان جیرفت | مظفرآباد             | ۱۵۰            | ۱۴             | ۹            | ۳                   | ۱۰                  |
| ملک‌آباد                   | بخش ساردوئیه شهرستان جیرفت | ملک‌آباد              | ۲۷۰            | ۲۲             | ۸            | ۹                   | ۵۰                  |
| مهرگان                    | بخش جبالبارز شهرستان جیرفت | سکون                 | ۱۵۰            | ۹              | ۲۰           | ۸                   | ۱۳۰                 |
| موروئیه                   | بخش ساردوئیه شهرستان جیرفت | کشکوئیه              | ۶۰             | ۴              | ۸            | ۸                   | ۴۰                  |
| میان‌آباد بنداری           | بخش ساردوئیه شهرستان جیرفت | ده ویوان             | ۲۵۰            | ۱۵             | ۹            | ۳                   | ۲۵                  |
| ناصرآباد                  | بخش ساردوئیه شهرستان جیرفت | زوار                 | ۲۵۰            | ۱۷             | ۸            | ۴                   | ۳۰                  |
| ناصری سرشیته              | بخش ساردوئیه شهرستان جیرفت | شیته ناصری           | ۵۳۰            | ۴۵             | ۸            | ۲۸                  | ۱۵۰                 |
| ناویله                    | بخش جبالبارز شهرستان جیرفت | گراغان               | ۹۰             | ۵              | ۱۵           | ۴                   | ۶                   |
| نصرت‌آباد                  | بخش ساردوئیه شهرستان جیرفت | نصرت‌آباد             | ۳۵۰            | ۲۰             | ۱۵           | ۶                   | ۶۰                  |
| نظری                      | بخش مرکزی شهرستان جیرفت    | نظری                 | ۳۷۰            | ۱۴             | ۱۰           | ۱۵                  | ۲۵                  |
| نقشوئیه                   | بخش ساردوئیه شهرستان جیرفت | نقشوئیه              | ۲۰۰            | ۱۵             | ۱۰           | ۸                   | ۵۴                  |
| نه کمون تودیک             | بخش جبالبارز شهرستان جیرفت | تودیک                | ۳۵             | ۳              | ۶            | ۴                   | ۴                   |
| نوددراز                   | بخش جبالبارز شهرستان جیرفت | گراغان               | ۱۲۰            | ۵              | ۲۰           | ۵                   | ۱۵                  |
| نکوآباد                   | بخش ساردوئیه شهرستان جیرفت | گور                  | ۵۰۰            | ۳۰             | ۲۰           | ۱۸                  | ۴۵                  |
| نیکوه سفلی                | بخش جبالبارز شهرستان جیرفت | نیکوه                | ۳۰             | ۰              | ۸            | ۲۰                  | ۴۰                  |
| هفتادآباد                 | بخش مرکزی شهرستان جیرفت    | هفتادآباد            | ۲۰۰۰           | ۴۵             | ۷            | ۲                   | ۱۰۰                 |
| هورکوتی                   | بخش ساردوئیه شهرستان جیرفت | هورکوتی              | ۷۰             | ۶              | ۸            | ۶                   | ۴۰                  |
| هوریجان                   | بخش ساردوئیه شهرستان جیرفت | ده دیوان             | ۲۵۰            | ۱۷             | ۱۱           | ۳                   | ۳۵                  |
| هیشین                     | بخش جبالبارز شهرستان جیرفت | جنین                 | ۳۰۰            | ۲۲             | ۲۰           | ۳۵                  | ۲۰                  |
| وراسین                    | بخش مرکزی شهرستان جیرفت    | وراسین               | ۱۲۰۰۰          | ۲۳۰            | ۱۱           | ۰                   | ۱۲۰                 |
| پاتدارسکون                | بخش جبالبارز شهرستان جیرفت | سکون                 | ۱۲۰            | ۱۰             | ۲۰           | ۸                   | ۸۵                  |
| پدام‌آباد                  | بخش مرکزی شهرستان جیرفت    | پدام‌آباد             | ۷۰۰            | ۳۳             | ۲۵           | ۳۵                  | ۴۰                  |
| پرانمهر۴رشته              | بخش ساردوئیه شهرستان جیرفت | پرانمهر              | ۵۰۰            | ۳۸             | ۱۵           | ۱۸                  | ۹۰                  |
| پشت سفیدیر                | بخش ساردوئیه شهرستان جیرفت | سرگهرار              | ۸۰             | ۸              | ۹            | ۴                   | ۲۵                  |
| پنکوه                     | بخش جبالبارز شهرستان جیرفت | سقدر                 | ۸۰             | ۵              | ۱۲           | ۵                   | ۱۰                  |
| چاه افغان                 | بخش مرکزی شهرستان جیرفت    | چاه افغان            | ۸۰۰            | ۴۵             | ۲۰           | ۱۰                  | ۳۵                  |
| چاه متکی                  | بخش مرکزی شهرستان جیرفت    | چاه متکی             | ۲۵۰            | ۱۰             | ۱۰           | ۰                   | ۰                   |
| چشمه بید                  | بخش جبالبارز شهرستان جیرفت | محمدآباد             | ۱۰۰            | ۴              | ۱۵           | ۳                   | ۲۰                  |
| چشمه زارج                 | بخش جبالبارز شهرستان جیرفت | گراغان               | ۵۰             | ۴              | ۱۰           | ۰                   | ۵                   |
| چشمه طرج                  | بخش مرکزی شهرستان جیرفت    | محمودآباد رضوی       | ۱۵۰            | ۰              | ۰            | ۲۰                  | ۱۰                  |
| چمک                       | بخش مرکزی شهرستان جیرفت    | چمک                  | ۳۸۰۰           | ۱۱۰            | ۴۰           | ۱۰                  | ۲۰                  |
| چکرچمن                    | بخش ساردوئیه شهرستان جیرفت | سربیژن               | ۱۲۰            | ۸              | ۵            | ۷                   | ۵۰                  |
| کاوکان باغ                | بخش جبالبارز شهرستان جیرفت | سکون                 | ۱۰             | ۷              | ۱۸           | ۶                   | ۱۰                  |
| کت خرسن مرکز              | بخش جبالبارز شهرستان جیرفت | سکون                 | ۵۰             | ۳              | ۸            | ۳                   | ۶                   |
| کرجوک                     | بخش جبالبارز شهرستان جیرفت | سقدر                 | ۱۰۰            | ۶              | ۱۵           | ۴                   | ۱۲                  |
| کریم‌آباد                  | بخش ساردوئیه شهرستان جیرفت | کریم‌آباد             | ۴۰۰            | ۲۶             | ۱۲           | ۷                   | ۵۰                  |
| کشکوئیه                   | بخش ساردوئیه شهرستان جیرفت | کشکوئیه              | ۸۰             | ۶              | ۱۰           | ۱۲                  | ۵۶                  |
| کشکوئیه                   | بخش ساردوئیه شهرستان جیرفت | کشکوئیه              | ۱۶۰            | ۱۴             | ۸            | ۵                   | ۱۸                  |
| کل صفائی                  | بخش مرکزی شهرستان جیرفت    | کل صفائی             | ۱۵۰            | ۷              | ۱۰           | ۵                   | ۱۰                  |
| کل قنبر                   | بخش مرکزی شهرستان جیرفت    | کل قنبر              | ۸۵۰            | ۳۲             | ۲۵           | ۱۵                  | ۱۰                  |
| کمال‌آباد مرکز             | بخش جبالبارز شهرستان جیرفت | سکون                 | ۴۵             | ۴              | ۱۲           | ۶                   | ۲۰                  |
| کمیه                      | بخش ساردوئیه شهرستان جیرفت | کمیه                 | ۲۰۰            | ۲۲             | ۰            | ۱۵                  | ۹۰                  |
| کناروئیه                  | بخش مرکزی شهرستان جیرفت    | کناروئیه             | ۳۰۰            | ۱۵             | ۱۰           | ۰                   | ۱۵                  |
| کنگان                     | بخش ساردوئیه شهرستان جیرفت | سربیژن               | ۱۸۰            | ۱۴             | ۸            | ۷                   | ۶۵                  |
| کهریز                     | بخش ساردوئیه شهرستان جیرفت | کهریز                | ۲۵۰            | ۱۷             | ۲۰           | ۹                   | ۴۵                  |
| کهریزان                   | بخش ساردوئیه شهرستان جیرفت | سربیژن               | ۱۵۰            | ۱۲             | ۶            | ۴٫۵                 | ۳۵                  |
| کهریز…                    | بخش ساردوئیه شهرستان جیرفت | قنات سایان           | ۲۰۰            | ۱۵             | ۱۳           | ۶                   | ۲۵                  |
| کهن غراب                  | بخش مرکزی شهرستان جیرفت    | غراب                 | ۳۰۰۰           | ۶۵             | ۱۱           | ۵                   | ۵۰                  |
| کهنوج سادات               | بخش ساردوئیه شهرستان جیرفت | کهنوج سادات          | ۶۰             | ۴              | ۵            | ۵                   | ۴۸                  |
| کهنوج سه رشته             | بخش ساردوئیه شهرستان جیرفت | باب کهنوج            | ۸۰             | ۱۳             | ۴            | ۳                   | ۱۵                  |
| کهنوج شاهرخی              | بخش ساردوئیه شهرستان جیرفت | کهنوج شاهرخی         | ۰              | ۰              | ۰            | ۲٫۵                 | ۱۵                  |
| کهنوج شاهرخی              | بخش ساردوئیه شهرستان جیرفت | کهنوج شاهرخی         | ۱۵۰            | ۸              | ۱۰           | ۸                   | ۴۵                  |
| کهنوج شاهرخی              | بخش ساردوئیه شهرستان جیرفت | جنب‌آباد ان           | ۴۰۰            | ۲۴             | ۱۵           | ۹                   | ۸۰                  |
| کهورآباد                  | بخش مرکزی شهرستان جیرفت    | کهورآباد             | ۲۰۰۰           | ۵۰             | ۷            | ۵                   | ۷۰                  |
| گاءشیور                   | بخش جبالبارز شهرستان جیرفت | محمودآباد            | ۲۰۰            | ۹              | ۱۸           | ۱۰                  | ۹۰                  |
| گارکشی                    | بخش مرکزی شهرستان جیرفت    | گارکشی               | ۴۰۰۰           | ۱۴۰            | ۳۵           | ۷۰                  | ۱۰۰                 |
| گبشگان                    | بخش جبالبارز شهرستان جیرفت | سقدر                 | ۱۰۰            | ۶              | ۱۵           | ۰                   | ۱۲                  |
| گرئوئیه                   | بخش مرکزی شهرستان جیرفت    | گرئوئیه              | ۸۵۰            | ۲۵             | ۲۵           | ۲                   | ۱۵                  |
| گراغان                    | بخش جبالبارز شهرستان جیرفت | گراغان               | ۱۲۰            | ۷              | ۱۸           | ۵                   | ۱۵                  |
| گردوچوئیه                 | بخش ساردوئیه شهرستان جیرفت | گردوچوئیه            | ۲۰۰            | ۱۲             | ۲۰           | ۸                   | ۶۰                  |
| گردوچوب                   | بخش ساردوئیه شهرستان جیرفت | گور                  | ۱۸۰            | ۱۶             | ۵            | ۳٫۵                 | ۶                   |
| گردین ۲ رشته              | بخش ساردوئیه شهرستان جیرفت | گردین                | ۴۰۰            | ۲۵             | ۸            | ۱۲                  | ۶۰                  |
| گل کوهی                   | بخش ساردوئیه شهرستان جیرفت | ناب نم               | ۱۳۰            | ۱۲             | ۶            | ۵                   | ۲۳                  |
| گودرزان                   | بخش مرکزی شهرستان جیرفت    | گودرزان              | ۲۵۰            | ۱۱             | ۱۰           | ۱۷                  | ۳۰                  |
| گورصفر                    | بخش جبالبارز شهرستان جیرفت | گراغان               | ۱۵۰            | ۷              | ۱۸           | ۶                   | ۲۵                  |
| گونیت                     | بخش جبالبارز شهرستان جیرفت | سقدر                 | ۶۰             | ۴              | ۱۲           | ۳                   | ۸                   |
| گویزین بیکی سکون          | بخش جبالبارز شهرستان جیرفت | سکون                 | ۳۰۰            | ۱۵             | ۲۵           | ۱۰                  | ۱۰۰                 |
| گیشا                      | بخش جبالبارز شهرستان جیرفت | محمدآباد             | ۵۰             | ۳              | ۸            | ۴                   | ۸                   |
| ین کهنوج                  | بخش ساردوئیه شهرستان جیرفت | باخلشیر              | ۳۰۰            | ۱۶             | ۱۶           | ۷                   | ۳۰                  |
| ۱۲۹……۲ رشته               | بخش ساردوئیه شهرستان جیرفت | سربیژن               | ۷۰             | ۵              | ۶            | ۴                   | ۴۵                  |
| ۱۵۶…٫٫                    | بخش ساردوئیه شهرستان جیرفت | روستا نامعلوم        | ۱۸۰            | ۱۴             | ۶            | ۳                   | ۶                   |
| ۱۵۷…                      | بخش ساردوئیه شهرستان جیرفت | روستا نامعلوم        | ۲۵۰            | ۱۸             | ۶            | ۳٫۵                 | ۹                   |
| ۱۵۸…٫                     | بخش ساردوئیه شهرستان جیرفت | روستا نامعلوم        | ۱۳۰            | ۹              | ۵            | ۴                   | ۱۵                  |
| ۱۵۹…٫                     | بخش ساردوئیه شهرستان جیرفت | روستا نامعلوم        | ۱۵۰            | ۱۷             | ۱۱           | ۵                   | ۲۲                  |
| ۱۶۰…٫                     | بخش ساردوئیه شهرستان جیرفت | روستا نامعلوم        | ۵۵۰            | ۳۴             | ۹            | ۸                   | ۴۰                  |
| ۱۶۱…٫                     | بخش ساردوئیه شهرستان جیرفت | روستا نامعلوم        | ۲۵۰            | ۱۸             | ۶            | ۴                   | ۱۵                  |
| ۱۶۲…٫                     | بخش ساردوئیه شهرستان جیرفت | روستا نامعلوم        | ۱۵۰            | ۱۲             | ۴            | ۲                   | ۳                   |
| ۱۶۳…٫                     | بخش ساردوئیه شهرستان جیرفت | روستا نامعلوم        | ۶۰۰            | ۴۵             | ۱۵           | ۶                   | ۳۰                  |
| ۱۶۴…                      | بخش ساردوئیه شهرستان جیرفت | روستا نامعلوم        | ۱۲۰            | ۸              | ۸            | ۷                   | ۳۵                  |
| ۱۶۵…٫                     | بخش ساردوئیه شهرستان جیرفت | روستا نامعلوم        | ۲۵۰            | ۱۶             | ۸            | ۸                   | ۳۵                  |
| ۱۶۶…٫                     | بخش ساردوئیه شهرستان جیرفت | روستا نامعلوم        | ۵۰             | ۳              | ۱۲           | ۳                   | ۵                   |
| ۱۶۷…٫                     | بخش ساردوئیه شهرستان جیرفت | روستا نامعلوم        | ۱۵۰            | ۹              | ۶            | ۵                   | ۱۸                  |
| ۱۶۸…٫                     | بخش ساردوئیه شهرستان جیرفت | روستا نامعلوم        | ۳۰۰            | ۱۹             | ۱۴           | ۸                   | ۳۰                  |
| ۱۶۹…                      | بخش ساردوئیه شهرستان جیرفت | روستا نامعلوم        | ۲۵۰            | ۲۱             | ۱۰           | ۰                   | ۲۰                  |
| ۱۷۰…٫                     | بخش ساردوئیه شهرستان جیرفت | روستا نامعلوم        | ۹۰             | ۶              | ۴            | ۳                   | ۸                   |
| ۱۷۱…                      | بخش مرکزی شهرستان جیرفت    | روستا نامعلوم        | ۱۵۰            | ۱۱             | ۷٫۵          | ۴                   | ۱۰                  |
| ۱۷۲…                      | بخش مرکزی شهرستان جیرفت    | روستا نامعلوم        | ۱۰۰            | ۸              | ۶            | ۴                   | ۲۰                  |